# Olak (Muara Bulian)
Olak is een bestuurslaag in het regentschap Batang Hari van de provincie Jambi, Indonesië. Olak telt 927 inwoners (volkstelling 2010).